# Env

env — UNIX‐утилита, исполняющая команду с изменением окружения. Входит, например, в gettext от GNU.

## Формат команды
- env [ПАРАМЕТР]… [-] [ПЕРЕМЕННАЯ=ЗНАЧЕНИЕ]… [КОМАНДА [АРГУМЕНТЫ]…]

## Ключи (опции)
-i, --ignore-environment
исполняет команду с пустым окружением
-u, --unset=NAME
убирает переменную из окружения
--help
выдаёт эту информацию и заканчивает работу
--version
выдаёт информацию о версии и заканчивает работу
Без параметров считается запущенной с ключом -i. Если не указана КОМАНДА, то выдаётся изменённое окружение.

## Примеры
Команду env иногда используют для улучшения переносимости скриптов (см. Shebang_(Unix)#Portability), так как путь к интерпретаторам в разных системах может отличаться, а путь к env одинаковый в большинстве операционных систем:
```
#!/usr/bin/env python2

print
 
"Hello World."

```